# Andreas Penkner
Andreas Penkner (Radolfzell am Bodensee, 29 de noviembre de 1982) es un deportista alemán que compitió en remo.
Ganó una medalla de bronce en el Campeonato Mundial de Remo de 2005, en la prueba de ocho con timonel. Participó en los Juegos Olímpicos de Pekín 2008, ocupando el octavo lugar en la misma prueba.

## Palmarés internacional
| Campeonato Mundial | Campeonato Mundial | Campeonato Mundial | Campeonato Mundial |
| Año                | Lugar              | Medalla            | Prueba             |
| ------------------ | ------------------ | ------------------ | ------------------ |
| 2005               | Kaizu (Japón)      | Medalla de bronce  | Ocho con timonel   |